# Sati Beg
Sati Beg (fl. 1316–1345) fue una princesa Ilkánida, hermana de IlKan Abu Sa'id (r. 1316–33). Fue consorte sucesivamente del emir Chupan (1319-1327), IlKan Arpa (R. 1335-1336), y del IlKan Suleiman (r. 1339-1343). En 1338-1339, fue brevemente la Ilkan khatun (reina regente) durante los conflictos internos y la fragmentación del estado, nombrada por la facción chupánida liderada por Hassan Kuchak.

## Biografía
Tras el ascenso de su hermano en 1316, Sati Beg fue comprometida con el emir Chupan, uno de los individuos más poderosos de la corte Ilkánida. Se casaron en 1319 y tuvieron un hijo, Surgan. Cuando Chupan y Abu Sa’id entraron en conflicto en 1327, Sati Beg fue devuelta. Chupan fue ejecutado ese mismo año por insistencia de Abu Sa'id; Sati Beg y Surgan se salvaron.

### Reinado
Tras la muerte de Abu Sa’id en 1335, el Ilkanato comenzó a desintegrarse. Para 1336, Sati Beg y Surgan se habían puesto del lado del fundador de la dinastía yalayerí, Hasan Buzurg. Después de que este último tomó el control de Persia occidental, Surgan fue nombrado gobernador de Karabaj (en el moderno Azerbaiyán), a donde él y su madre se mudaron. Sin embargo, cuando un nieto de Chupan, Hasan Kucek, derrotó a Hasan Buzurg en julio de 1338, Sati Beg y Surgan desertaron a su campamento. Aprovechando los lazos familiares, Hasan Kucek la elevó al trono Ilkánida en julio o agosto de ese año. Su autoridad nominal no se extendió más allá de los dominios Chupánidas del noroeste de Persia.
Hasan Buzurg, quien todavía controlaba el suroeste de Persia e Irak, solicitó la asistencia de otro demandante del trono Ilkánida llamado Togha Temur. Este último invadió las tierras chupánidas a principios de 1339. Sin embargo, Hasan Kucek le prometió la mano de Sati Beg en matrimonio a cambio de una alianza. Esto demostró, sin embargo, ser un engaño; la intención era simplemente alienar a Hasan Buzurg de Togha Temur. Los yalayeríes retiraron su apoyo, y Togha Temur se vio obligado a retirarse sin comprometerse con Sati Beg. Mientras tanto, Hasan Kucek comenzó a sospechar de Sati Beg y su hijo. Al darse cuenta de que ella era demasiado valiosa para ser eliminada por completo, la depuso y luego la obligó a casarse con su nuevo candidato al trono, Suleiman Kan.

### Vida posterior
Hasan Kucek fue asesinado a fines de 1343; El hijo de Sati Beg, Surgan, se encontró compitiendo por el control de las tierras chupánidas con el hermano del fallecido gobernante Malek Asraf y su tío Yagi Basti. Cuando fue derrotado por Malek Asraf, huyó con su madre y su padrastro. Los tres formaron una alianza, pero cuando Hasan Buzurg decidió retirar el apoyo que prometió, el plan fracasó y huyeron a Diyarbakır. Surgan fue derrotado nuevamente en 1345 por Malek Asraf y huyeron a Anatolia. La moneda que data de ese año aparece en Hesn Kayfa en nombre de Sati Beg; Este es el último rastro de ella. Surgan se mudó de Anatolia a Bagdad, donde finalmente fue ejecutado por Hasan Buzurg; Sati Beg pudo haber sufrido el mismo destino, pero esto es desconocido.